# Гонда, Ласло
Ласло Гонда (венг. Gonda László; род. 24 апреля 1988, Татабанья) — венгерский шахматист, мастер ФИДЕ (2001), международный мастер (2006), гроссмейстер (2010).
Добился серьёзных успехов уже на юношеском уровне — стал чемпионом Венгрии до 12 лет (2000) и до 14 лет (2001), а на чемпионатах мира в соответствующих возрастных категориях был серебряным и бронзовым призёром. Выиграл более десятка венгерских шахматных турниров, в том числе дважды — открытый чемпионат Венгрии (2006 и 2013).
С юношеской сборной Венгрии стал серебряным призёром чемпионата Европы 2006 года, а с основной — серебряным призёром Кубка Митропы 2008 года.
Четырежды подряд выиграл чемпионат Венгрии среди клубов с «Аквапрофитом» (Надьканижа). Выступал в немецкой шахматной Бундеслиге за «Трир» (2007—2017), в британской шахматной лиге Четырёх наций за «Мэнкс Либерти», а также за австрийский «Сент-Валентин», хорватский «Вараждин», чешскую «Славию» из Кромержижа.

## Основные результаты
| Дата    | Город            | Турнир                                                | + | − | н | Результат | Место |
| ------- | ---------------- | ----------------------------------------------------- | - | - | - | --------- | ----- |
| 2000    | Оропеса-дель-Мар | Чемпионат мира (до 12 лет)                            | 7 | 1 | 3 | 8½ из 11  | 2     |
| 2001    | Халкидики        | Чемпионат Европы (до 14 лет)                          |   |   |   | 6 из 9    | 7—14  |
|         | Оропеса-дель-Мар | Чемпионат мира (до 14 лет)                            | 7 | 1 | 3 | 8½ из 11  | 3     |
| 2002    | Ираклион         | Чемпионат мира (до 14 лет)                            | 5 | 2 | 4 | 7 из 11   | 13—22 |
| 2006    | Балатонлелле     | Командный чемпионат Европы (до 18 лет)                | 3 | 3 | 1 | 3½ из 7   | 2     |
| 2008    | Ольбия           | Кубок Митропы                                         | 2 | 2 | 5 | 4½ из 9   | 2     |
| 2008/09 |                  | Командный чемпионат Венгрии по шахматам, «Аквапрофит» | 2 | 0 | 7 | 5½ из 9   | 1     |
| 2009/10 |                  | Командный чемпионат Венгрии по шахматам, «Аквапрофит» | 8 | 0 | 1 | 8½ из 9   | 1     |
| 2010/11 |                  | Командный чемпионат Венгрии по шахматам, «Аквапрофит» | 2 | 3 | 6 | 5 из 11   | 1     |
| 2011/12 |                  | Командный чемпионат Венгрии по шахматам, «Аквапрофит» | 5 | 1 | 4 | 7 из 11   | 1     |

## Изменения рейтинга
| Графики недоступны из-за технических проблем. См. информацию на Фабрикаторе и на mediawiki.org. |